# El nuevo Wittgenstein
El Nuevo Wittgenstein es un libro del 2000 que recoge las tesis de una familia de interpretaciones del trabajo del filósofo Ludwig Wittgenstein. En particular las personas asociadas con esta interpretación afirman que Wittgenstein evitó proponer un programa metafísico "positivo", y que concebía a la filosofía como una forma de "terapia". En esta interpretación el programa de Wittgenstein está dominado por la idea de que los problemas filosóficos son síntomas o ilusiones o "sortilegios del lenguaje" y que los intentos hacia una solución "estrecha" de los problemas filosóficos que no tome en cuenta preguntas más amplias sobre cómo el que plantea la pregunta conduce su vida, interactúa con otras personas, y usa el lenguaje en general, está condenada al fracaso. De acuerdo a la introducción a la antología The New Wittgenstein:
el propósito primordial de Wittgenstein en la filosofía es – para emplear una palabra que él mismo usa para caracterizar sus procedimientos filosóficos posteriores – terapeútico. Estos ensayos tienen en común una comprensión de Wittgenstein en su aspiración, no de proponer teorías metafísicas, sino más bien ayudarse a uno mismo a salir de las confusiones en las que nos vemos envueltos al filosofar.
Mientras muchos filósofos han sugerido variantes de tales ideas en las lecturas de su trabajo tardío, asociado a las Investigaciones filosóficas, un aspecto resaltable de la interpretación del Nuevo Wittgenstein es la concepción de que sus primeros trabajos en el Tractatus Logico-Philosophicus y las Investigaciones están de hecho conectados de forma más profunda y en menos oposición de lo que se supone usualmente. Esta perspectiva está en conflicto directo con la antigua interpretación (y de algún modo ya superada) del Tractatus respaldada por el positivismo lógico asociado al Círculo de Viena.
No existe una interpretación unitaria del Nuevo Wittgenstein y los proponentes difieren profundamente entre sí. La etiqueta asociada con la interpretación incluye a una buena cantidad de filósofos influyentes en su mayoría vinculados (aunque algunas veces también en antagonismo) con la tradición de la filosofía analítica, incluyendo a Stanley Cavell, James F. Conant, John McDowell, Matthew B. Ostrow, Thomas Ricketts, Warren Goldfarb, Hilary Putnam, Jan Zwicky y Cora Diamond. Críticos explícitos de la interpretación del Nuevo Wittgenstein incluyen a P.M.S. Hacker and Ian Proops.